# Ardo Bouba Dodo
Ardo Bouba Dodo est un village du Cameroun situé dans le département du Mbéré et la région de l'Adamaoua. 
Il fait partie de la commune de Meiganga.

## Population
Lors du recensement de 2005, le village était habité par 2 000 personnes, 929 de sexe masculin et 434 de sexe féminin.